# Blüdhaven
Blüdhaven è una città immaginaria dell'universo fumettistico DC, creata nel 1996 da Chuck Dixon e Scott McDaniel.
Situata vicino a Gotham City, è la base di Nightwing (Dick Grayson).
Durante la saga Crisi infinita Blüdhaven è attaccata e distrutta da un attacco di Chemo, uccidendo 100.068 persone (come riferito in Adventures of Superman n. 648). Successivamente, negli eventi legati a Un anno dopo, la città è teatro di una sanguinosa battaglia per il possesso della città stessa.

## Altri media
Blüdhaven appare nella serie televisiva Justice League Unlimited ed è nominata in Batman of the Future, Smallville, Birds of Prey, Batman: Arkham City, Arrow, Nightwing: The Series e Batman: Arkham Knight.
La città di Blüdhaven compare anche nel videogioco di ruolo online DC Universe Online, in una missione nella quale, insieme ad altri giocatori, bisogna fermare l'attacco di Chemo e dei suoi Chemoidi.